# Izogámia

Az izogámia különböző formái: A) motilis sejtek izogámiája, B) nem motilis sejtek izogámiája, C) konjugáció

Az izogámia az ivaros szaporodás olyan formája, melyben az ivarsejtek (gaméták) morfológiailag megegyeznek (hasonló alakúak és méretűek), kizárólag egy vagy több párosodási típust meghatározó régió alléljeiben különböznek. Mivel a gaméták ugyanúgy néznek ki, nem lehet őket hím- vagy nőivarúként azonosítani. Ehelyett az izogám szervezetek több, úgynevezett párosodási típusba sorolhatók, amit egyszerűbb esetben „+” és „−” jellel jelölnek, bár néhány fajban kettőnél több, számokkal és betűkkel jelölt párosodási típus van.
A megtermékenyülés akkor történhet, ha két, eltérő párosodási típusba tartozó gaméta találkozik; az egyesüléskor zigóta jön létre.

## Evolúció
Úgy tűnik, hogy az ivaros szaporodás kifejlődésének első stádiuma az izogámia volt. Több leszármazási ágban (növények, állatok) ez a reprodukciós forma egymástól függetlenül átadta a helyét az anizogámiának, ahol megkülönböztethetők a hím- és nőnemű ivarsejtek, majd az oogámiának, ahol a nőnemű ivarsejt sokkal nagyobb a hímneműnél és mozgásképtelen.
Egyes elképzelések szerint ezt a fejlődési mintázatot az ivaros szaporodás során a gaméták összekerülésének mechanizmusára vonatkozó fizikai korlátok alakították így.

## Biológiai típusok
Az izogámiának több típusa létezik. Rendelkezhet mindkét fajta gaméta ostorral, és így motilisak lehetnek. Ez a fajta izogámia algáknál, például a Chlamydomonas fajainál fordul elő.
Az izogámia másik fajtájánál egyik fajta gamétának sincs ostora. Ez az élesztőnél jellemző; az élesztő párosodási típusait rendszerint  „a”-val és „α”-val jelölik „+” és „−” helyett.
Egy komplexebb megoldás a konjugáció. Ez történik egyes zöldalgákban, például a Spirogyra-ban. Ezek az algák sejtfilamentumokat növesztenek. Ha ellentétes párosodási típusú filamentumok egymás közelébe kerülnek, a sejtek a filamentumok között konjugációs csöveket formálnak. Miután a csövek kialakultak, az egyik (hímneműnek tekinthető) sejt összetekeredik és a csövön keresztüljutva egyesül a másik (nőneműnek tekinthető) sejttel, zigótát alkotva.
A gombáknál szintén előfordul a konjugáció. A járomspórás gombáknál (Zygomycota)
az ellenkező párosodási típusú gombák hifái sajátos szerkezeteket, gametangiumokat formálnak a hifák érintkezési pontjánál. A gametangiumok aztán járomspórává (zygospora) olvadnak össze. Más gombák (pl. tömlősgombák) esetében az ellenkező párosodási típusú hifák összeolvadnak, de kizárólag plazmogámia, azaz sejtplazma-egyesülés történik. A két sejtmag nem olvad össze, így sejtmagpáras (kétmagvas, dikarion) sejt jön létre, amiből aztán magpáras („aszkogén”) hifa képződik. A sejtmagok összeolvadása, azaz a kariogámia a dikariotikus hifa végsejtjében megy végbe. Végül diploid sejtek (zigóták) képződnek, melyekből a sporangiumban meiózissal jönnek létre a spórák. 

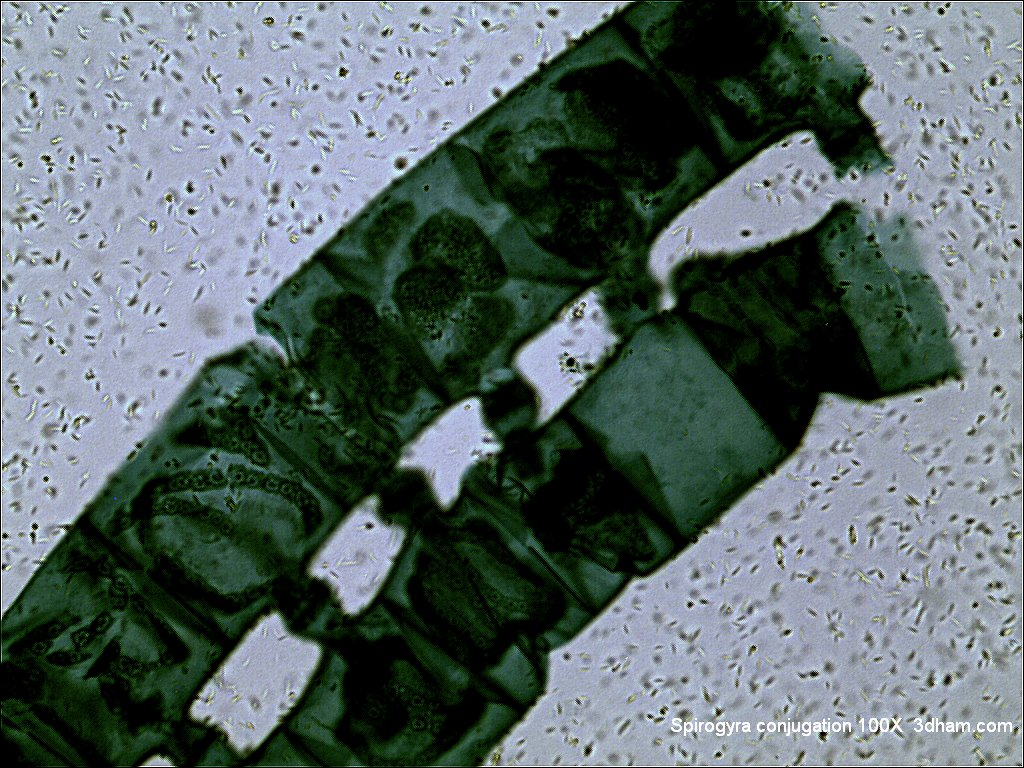
Spirogyra konjugációja

Az izogámiás megtermékenyülés sok esetben olyan szervezetek sajátossága, melyek ivartalan szaporodásra is képesek osztódás, sarjadzás vagy aszexuális spóraképzés útján. Az ivaros szaporodás kiváltó oka gyakran a természeti feltételek kedvezőtlen irányú változása. A megtermékenyülés után gyakran vastag falú, a kedvezőtlen időszakot átvészelő („kitartó”) zigóta jön létre, ami a körülmények kedvezőre fordulása esetén újra kihajthat.

## Izogámia a szociális antropológiában
Az izogámia kifejezés az antropológia területén a hasonló társadalmi státuszú vagy kasztba tartozó személyek közötti házasságra utalhat. Gyakoribb a homogámia (lásd még: hipogámia, hipergámia) szó használata.

## Fordítás
- Ez a szócikk részben vagy egészben az Isogamy című angol Wikipédia-szócikk ezen változatának fordításán alapul.  Az eredeti cikk szerkesztőit annak laptörténete sorolja fel. Ez a jelzés csupán a megfogalmazás eredetét és a szerzői jogokat jelzi, nem szolgál a cikkben szereplő információk forrásmegjelöléseként.